# Laguna Cálix
Laguna Cálix är en sjö i Guatemala.   Den ligger i departementet Departamento de Izabal, i den östra delen av landet, 220 km nordost om huvudstaden Guatemala City. Laguna Cálix ligger 9 meter över havet. Arean är 0,28 kvadratkilometer. Den ligger vid sjön El Golfete. I omgivningarna runt Laguna Cálix växer i huvudsak städsegrön lövskog. Den sträcker sig 0,6 kilometer i nord-sydlig riktning, och 0,9 kilometer i öst-västlig riktning.